# پادشاهی بورا بورا
پادشاهی بورا بورا در اوایل قرن نوزدهم با اتحاد جزیره بورا بورا بنیانگذاری شده و در سال ۱۸۴۷ در طی کنوانسیون ژارناک از طرف دول
فرانسه و بریتانیا به رسمیت شناخته شد. این پادشاهی یکی از حکومت‌های مستقل پُلی‌نِزی در جزایر انجمن در قرن نوزدهم، در کنار پادشاهی تاهیتی، هوآهین و رایاتئا بود که همگی زبان و فرهنگ مشابهی داشته و فرمانروایان آن از طریق ازدواج‌های سیاسی به هم مرتبط بودند. این پادشاهی علاوه بر بورا بورا، جزایر توپای، مائوپیتی، مائوپیهاآ، موتو وان و مانوائه را در بر می‌گرفت. پادشاهی سرانجام در سال ۱۸۸۸ به فرانسه ضمیمه شد و در سال ۱۸۹۵ آخرین ملکه آن  تریی مائه وا رئوا سوم 
(به تاهیتیایی: Teriimaevarua III)، توسط یک نائب-مقیم فرانسوی جایگزین شد.: 211 